# Agent artistique
Pour les articles homonymes, voir Agent et Impresario.
L'agent artistique intervient dans plusieurs domaines tels que la musique, le cinéma, le théâtre et la mode (mannequinat), ou plus largement auprès des artistes. On emploie parfois le mot d’origine italienne impresario (également écrit imprésario), ainsi que l’anglicisme manager. L'agent artistique est le mandataire légal des artistes qu'il représente ; il gère leur carrière, négocie leurs contrats et peut les conseiller dans leurs différents choix professionnels.

## Origine
Jusqu'à la fin du XIXe siècle, le terme d'impresario désignait, essentiellement en Italie, en Angleterre et en France, un organisateur de saisons lyriques ou le directeur d'une entreprise théâtrale (impresa en italien), notamment d'une « maison d'opéra ».
Du temps de l'Antiquité latine, inpressaria(ae) désignait un gérant de théâtre.

## Fonction
L'agent artistique est un intermédiaire entre les producteurs de musique ou cinéma et les artistes qu'il représente afin de les faire connaître et de leur procurer des engagements professionnels. Il négocie leurs cachets et les modalités de leurs contrats, s'occupe également de prendre les arrangements concernant la publicité, les relations avec les médias et les événements promotionnels, gère l'agenda de travail des artistes et conseille ces derniers sur toute question relative à leur image publique et à leur carrière.
Pour exercer le métier d'agent artistique, il est requis une grande disponibilité, et une possibilité de déplacements. Il faut également avoir une connaissance de base du milieu de l'artiste. Pour accéder à ce poste, une formation en droit, en économie ou en gestion peut être envisagée.
Profession réglementée, l'agent artistique devait être titulaire d'une licence pour exercer (en France) jusqu'en 2010.
L'article 21 de la loi no 2010-853 du 23 juillet 2010 a supprimé la licence d'agent artistique. À partir du 17 décembre 2010, les agents artistiques ont l'obligation de s'inscrire sur un registre national, auprès du ministère chargé de la culture. Ce registre est destiné à informer les artistes et le public ainsi qu'à faciliter la coopération entre les États membres de l'Union européenne et les autres États parties à l'Espace économique européen.

## Régime déclaratif
Le registre national dans lequel les agents artistiques devaient s'inscrire est supprimé depuis le 1er janvier 2016.
En 2010, la licence, obligatoire pour exercer l'activité d'agent artistique, avait été supprimée et remplacée par l'obligation de s'inscrire dans un registre national, géré par le ministère chargé de la Culture. Ce registre est à son tour supprimé en 2016 en application des dispositions de l' ordonnance no 2015-1682 du 17 décembre 2015 portant simplification de certains régimes d'autorisation préalable et de déclaration des entreprises et des professionnels. Il en résulte que les agents artistiques peuvent désormais exercer leur activité dans les conditions prévues par le code du Travail sans demander au préalable auprès du ministère de la Culture leur inscription sur le registre des agents artistiques.

## Exemples
- Dominique Besnehard, agent de nombreux acteurs et actrices
- Le Colonel Parker, agent artistique d'Elvis Presley[2]
- Johnny Stark, agent artistique de Mireille Mathieu
- René Angélil, agent artistique de Céline Dion[3]
- Michel Glotz, agent artistique de Maria Callas
- Marceline Lenoir, agent de Vanessa Paradis
- On peut noter la série télévisée de France 2 : Dix pour cent évoquant le quotidien d'agents de stars inspiré de l'agent Elisabeth Tanner.